# Hermide (Barjas)
Hermide es una localidad española perteneciente al municipio de Barjas, en la provincia de León, comunidad autónoma de Castilla y León.

## Geografía

### Ubicación
| Noroeste: Villasinde | Norte: Villasinde | Noreste: Sotogayoso  |
| Oeste: Moldes        |                   | Este: San Fiz do Seo |
| Suroeste Moldes      | Sur: Moldes       | Sureste: Serviz      |

## Demografía
Evolución de la población
| Gráfica de evolución demográfica de Hermide entre 2000 y 2016      |
|                                                                    |
| Población de derecho (2000-2016) según el padrón municipal del INE |